# Maczków
Maczków (niem. Matschdorf) – wieś w Polsce położona w województwie lubuskim, w powiecie słubickim, w gminie Cybinka.
W latach 1945–1947 wieś należała i była siedzibą gminy Maczków. W latach 1975–1998 miejscowość administracyjnie należała do województwa zielonogórskiego.
We wsi znajdują się leśniczówka (Nadleśnictwa Cybinka), pałac, duża kopalnia kruszywa. W miejscowości tej przed wojną stał kościół, znajdowały się również piekarnia i maślarnia. Przed wojną wieś posiadała również folwark i kolonię położoną nad Ilanką kilka kilometrów od wsi (niem. Kolonie Matchdorf). Maczków otoczony jest lasami Puszczy Rzepińskiej.
W miejscowości działało państwowe gospodarstwo rolne – Ferma w Maczkowie podległa pod Zakład Rolny w Bieganowie.
Miejscowość położona jest przy drodze wojewódzkiej nr 134 Urad – Rzepin – Ośno Lubuskie. Przez wieś przepływa rzeka Ilanka.
W miejscowości jest stacja kolejowa Maczków.

## Zabytki
Do wojewódzkiego rejestru zabytków wpisany jest:
- zespół dworski, z XVIII wieku/XIX wieku:
  - dwór - pałac klasycystyczny z XVIII wieku
  - park.

inne zabytki:
- zabudowania folwarczne z XIX w.
- pomnik Włodzimierza Iljicza Lenina[9][10].